# Hellmut Gutzwiller
Hellmut Gutzwiller (* 28. September 1922 in Basel; † 17. November 2007 in Brig) war ein Schweizer Historiker und Archivar und Staatsarchivar des Kantons Solothurn.
Gutzwiller war Sohn von Gisela (Tochter von Paul Strassmann) und Max Gutzwiller. Er studierte Geschichte und Altphilologie an der Universität Fribourg, wo er 1949 bei Oskar Vasella promoviert wurde. Ab 1950 arbeitete er an der Freiburger Kantonsbibliothek und danach am Staatsarchiv des Kantons Freiburg. Ab 1963 arbeitete er am Staatsarchiv des Kantons Solothurn, das er von 1976 bis 1987 leitete. Seine bekannteste Schrift ist Die Entwicklung der Schrift vom 12. bis ins 19. Jahrhundert von 1981.